# Каунас
Ка́унас (лит. Kaunas locally [ˈkɐʊˑnɐs] ( прослухати)), також відоме як Ко́вно (пол. Kowno [ˈkɔvnɔ], біл. Коўна) — місто в Литві та порт на річці Німан, населенням трохи більше 340 тисяч мешканців. Великий промисловий центр і вузол залізничних і автомобільних шляхів до Вільнюса, Калінінграда, Риги та інших міст Балтики. Місто оточене 12-ма старовинними фортецями, збудованими за часів Катерини II, які зв'язані між собою тунелями.

## Етимологія
Назва міста (лит. Kaunas) походить з балтійської етимології, що означає «низька, драглисте, багниста» [місцевість]. До 1940 року мало назву Ковно.

## Історія
За даними археологічних розкопок, найбільша колекція кераміки та інших рештків матеріальної культури знайдено біля місця злиття річок Німан та Няріс та датовані другим та першим тисячоліттями до нашої ери. Від того часу люди починають оселятися на території теперішнього міста Каунас.

### Велике князівство Литовське
Постійне поселення закладено на місці теперішнього старого міста Каунаса близько 10 століття нашої ери. Місто вперше згадується як Каунас в письмових джерелах в 1361 році, коли була збудована цегляна стіна Каунаського замку. В 1362 році замок був захоплений та зруйнований військами Тевтонського Ордену. Командир військового гарнізону Каунаського замку, Войдат, разом з 36 людьми намагався прорватися, але був взятий у полон. Це була одна з найбільших та найважливіших військових перемог Тевтонських лицарів в 14-му столітті проти Литви. Каунаський замок був відбудований на початку 15 століття.
В 1408 році місто отримало Магдебу́рзьке право та стало центром Каунаського повіту в Троцькому воєводстві. Каунас отримав спеціальне право на володіння вагами, які використовувалися для зважування товарів, привезених до міста. Адміністрація Каунусу поділялася на три взаємопов'язані основні інституції: вайтас (міський голова), магістрат (12 народних засідателей та 4 бургомістри) та суд (12 осіб). Каунас починає швидко розвиватися, завдяки знаходженні на перехресті торгових шляхів та як річковий порт. В 1441 році Каунас приєднався до Ганза (міст Ганзейської унії). В місті було відкрито торгівельне представництво Ганза — єдине у Великому князівстві Литовському. В 16 століття в Каунасі відкривається публічна школа та лікарня. Каунас стає одним з найбільш розвинених міст країни.
В 1665 році місто атакувала кілька раз московська армія, а в 1701 році було окуповане шведськими військами. Протягом 1657 та 1708 у Каунасі вирувала епідемія чуми, яка призвела до смерті багатьох жителів міста. Велика пожежа зруйнувала частину міста в 1731 та 1732 роках.

### Російська імперія
Після остаточного розпаду Великого князівства Литовського в 1795 році місто анексувала Російська імперія, яка утворила на цих землях Віленську губернію. Під час Російсько-Французької війни, в 1812 році, армія Наполеона двічі проходила через Каунас — в обох випадках зруйнувавши його.
Після відходу французьких військ для захисту західних кордонів Російської імперії у місті збудували Ковенське укріплення (бастіон). Його залишки збереглися до наших днів.
Ковенська губернія з центром у Ковні (Каунасі) сформована в 1843 році. В 1862 прокладений залізничний шлях, який з'єднав Російську та Німецьку імперії. Каунас став важливим залізничним хабом з одним з перших залізничних тунелів в імперії, розташованому біля міста.
Після невдалого Січневого повстання проти Російської імперії царська влада перевезла Католицьку семінарію Варная, єпископа Мотеюса Валанчуса та Жмудську єпархію до Каунасу, де їм надали Монастир бернардинів і Церкву Георгія Мученика.
Тільки обраним дворянам було дозволено навчатися в семінарії, єдиним винятком був селянин Антанас Баранаускас, який незаконно отримав документи від Кароліни Праняускайте. Згодом він почав читати лекції, використовуючи литовську мову, а не російську, і сильно вплинув на дух семінаристів, розповідаючи про давню Литву і особливо її земляні кургани. Потім багато зі студентів семінарії були активними учасниками руху «Книгоноші» (люди, які під час обмежень литовського друку в Росії (1864—1904) нелегально привозили і поширювали позазаконні латинкові книги литовською мовою; феномен литовської історії XIX століття). Каунаська духовна семінарія стала повністю литовськомовною, коли в 1909 році ректором семінарії став професор Йонас Мачюліс-Майроніс, який замінив польську мову для навчання литовською.

### Міжвоєнний час та російська окупація
Впродовж 1920—1940 років «тимчасова столиця» Литовської Республіки. У 1920 році в Каунасі був зібраний Установчий Сейм, що поклав початок законодавчій системі держави. За часів незалежності Каунас розрісся, збільшилася кількість жителів, були побудовані нові архітектурні пам'ятники в стилі функціоналізм, райони Каунаса Алексотас і Віліямполе були з'єднані з центром міста за допомогою мостів через річки Нямунас і Неріс. У 1924 році почали курсувати автобуси, а в 1928 році було побудовано водопровід . Велику роль у розвитку міста в той період часу зіграв його бургомістр Йонас Вілейшіс. Під час першої радянської окупації Каунас відігравав роль столиці ЛРСР. Після німецького вторгнення в 1941 році — центр Генеральної округи Литви. 
31 липня 1944 року Литву знову окупували радянські війська. Після цього в Каунасі та його околицях активізувався партизанські загони «лісових братів», які чинили опір проти окупантів до 1953 року. 
2 листопада 1956 року на День усіх загиблих у місті пройшли демонстрації литовської молоді, які мали антирадянський характер і призвели до сутичок з міліцією. У результаті були проведені арешти учасників, кілька людей було відраховано з навчальних закладів. 14 травня 1972 року 19-річний Ромас Каланта, у знак протесту проти радянської влади в Литві, вчинив самоспалення поруч із фонтаном біля музичного театру на алеї Лайсвес. Це викликало в місті масові заворушення, які, однак, були швидко придушені.

## Сучасність
Наприкінці 1980-х років в Каунасі посилюється антикомуністичний рух. 10 червня 1988 було сформовано місцеве відділення організації «Саюдіс», а 9 жовтня цього ж року прапор Литви було піднято над вежею Військового музею Вітовта Великого. 16 лютого 1989 року, у річницю прийняття акта про незалежність Литви 1918 року, кардинал Вінцентас Сладкявічюс на проповіді в Каунаському кафедральному соборі вперше закликав до відокремлення від СРСР. Після закінчення служби у центрі міста відбулися урочистості, присвячені установці нового Монумента Волі на місці знесеного після війни радянською владою, у яких, за деякими даними, взяло участь близько 200 тис. Чоловік.
31 серпня 1993 року місто залишили останні російські військові Північно-Західної групи. У вересні цього ж року, під час свого візиту в Литву, Каунас відвідав Папа Римський Іоанн Павло II, зробивши службу і зустрівшись з молоддю на стадіоні ім. Дарюса і Ґіренаса. У зустрічі взяло участь близько 30 тис. Чоловік.
18 серпня 2011 року в місті відкрито комплекс «Жальгіріс-Арена», що став найбільшою критою багатофункціональною ареною в країнах Балтії.

## Населення
У 1989 році населення становило 418 087 осіб, за даними загального перепису населення 2001 року — 381 300, у 2004 році — 368 917.
Нижче наведено динаміку населення міста Каунаса протягом його історії. Як видно, найбільшим було збільшення населення в радянський період за рахунок міграції литовських селян у міста і деякого припливу мігрантів з сусідніх слов'янських республік Радянського Союзу.
| Динаміка населення з 1721 по 2021 |          |         |         |          |         |          |         |          |
| 1721                              | 1811     | 1823    | 1857    | 1863     | 1893    | 1897пер. | 1914    | 1922     |
| 1600                              | 2500     | 5500    | 22 000  | 23 937   | 61 500  | 70 920   | 97 410  | 84 352   |
| 1923пер.                          | 1931     | 1939    | 1945    | 1959пер. | 1966    | 1970пер. | 1978    | 1979пер. |
| 92 446                            | 100 000  | 155 460 | 80 000  | 216 850  | 275 000 | 305 600  | 364 600 | 370 000  |
| 1985                              | 1989пер. | 1991    | 1995    | 1996     | 1997    | 1998     | 1999    | 2000     |
| 405 000                           | 419 745  | 433 200 | 416 605 | 408 706  | 402 061 | 395 555  | 390 623 | 385 620  |
| 2001пер.                          | 2006     | 2007    | 2008    | 2009     | 2010    | 2011пер. | 2012    | 2013     |
| 378 650                           | 360 637  | 358 111 | 355 586 | 352 279  | 348 624 | 315 993  | 310 773 | 306 888  |
| 2014                              | 2015     | 2016    | 2017    | 2018     | 2019    | 2020     | 2021    | -        |
| 304 012                           | 301 357  | 297 846 | 292 691 | 288 466  | 286 754 | 289 364  | 298 753 | -        |
| Гістограма динаміки населення     |          |         |         |          |         |          |         |          |

### Етнічний склад
На відміну від Вільнюса і Клайпеди, Каунас — одне з найбільш моноетнічних міст Литви. Литовці становлять майже 93 % його населення, найбільшими етнічними меншинами є росіяни, українці та білоруси (близько 6 %). Більшість жителів середнього та старшого поколінь володіє російською мовою.
Етнічний склад населення Каунаса за переписом 2001 р.:
1. Литовці 92,9 %
2. Росіяни 4,4 %
3. Українці 0,5 %
4. Поляки 0,4 %
5. Інші 1,8 %

Раніше в історії міста, до Другої світової війни і масової депортації поляків, найбільшими меншинами в місті були поляки і євреї, на яких у сумі доводилося до 4/5 населення дореволюційного Каунаса.
Етнічний склад населення Каунаса за переписом 1939 р.:
1. Литовці 60 %
2. Євреї 25 %
3. Поляки 10 %
4. Східні слов'яни 5 %

Етнічний склад населення Ковна за переписом 1919 р.:
1. Поляки 42 %
2. Євреї 31 %
3. Литовці 16 %
4. Росіяни 1,5 %
5. Інші 1,0 %

(Частина сильно полонізованої литовської еліти, проте, продовжувала враховуватися як поляки в царській Росії).

## Освіта
Діють вищі навчальні заклади:
- Каунаський технологічний університет
- Університет Вітовта Великого
- Каунаський медичний університет
- Каунаський університет прикладних наук[17]
- Сільськогосподарська академія університету імені Вітовта Великого
- Університет Миколаса Ромеріса (Факультет громадської безпеки)
- Інститут фізичної культури
- Ветеринарна академія
- Литовська академія музики і театру

Крім того, у місті функціонують 12 середніх спеціалізованих навчальних закладів.

## Транспорт

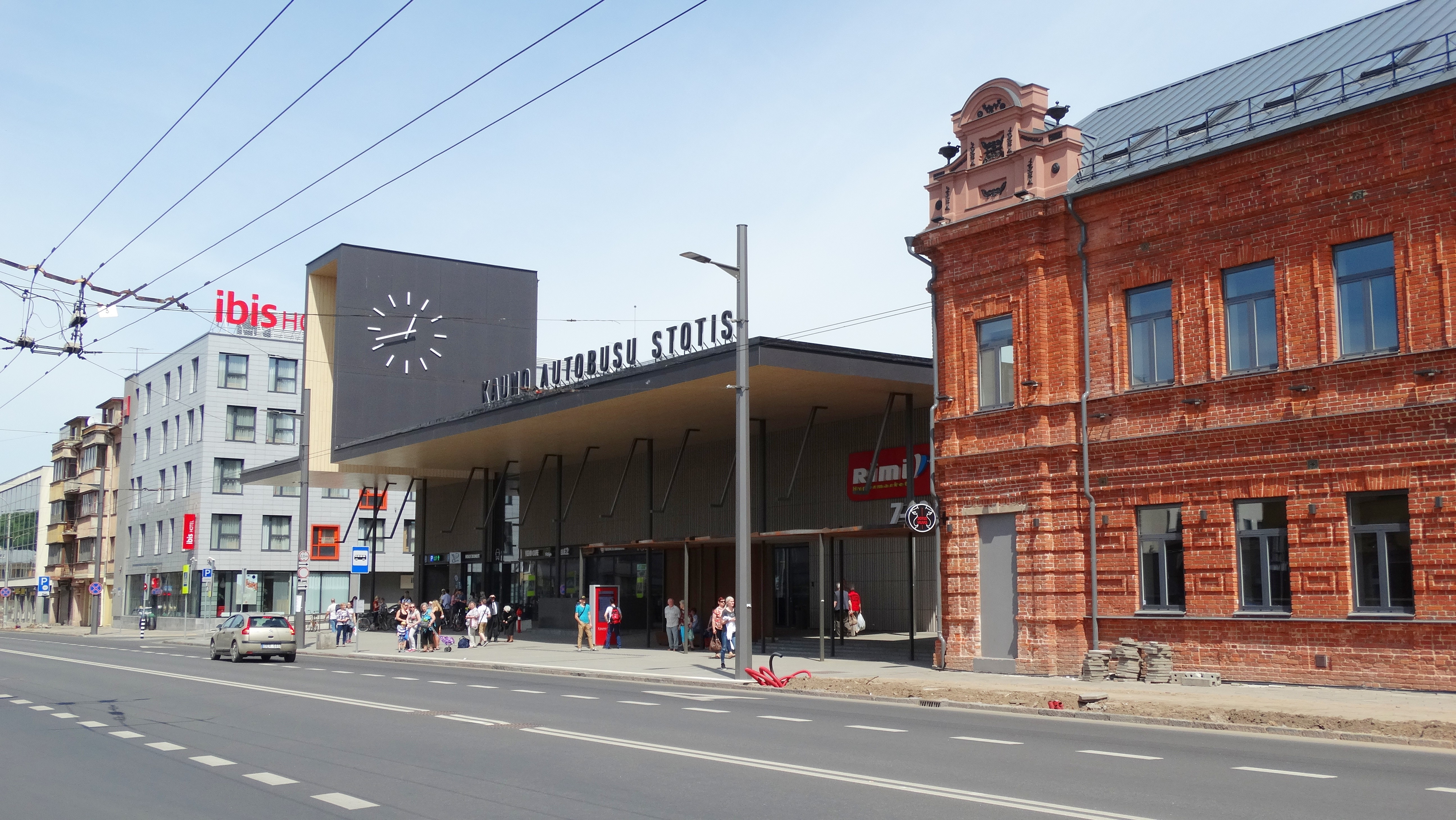
Автовокзал у Каунасі

У місті розташована найстаріша пасажирська міжміська автобусна станція у Литві, яка заснована 1928 року. У 2017 році реконструйована. «UAB Kautra» — один з найбільших литовських пасажирських автоперевізників, здійснює перевезення пасажирів на міжнародних та місцевих маршрутах.
Каунас — найбільший вузол автошляхів. Через місто проходять автошляхи національного значення та європейські магістралі, що перетинають Литву:
- E67 (Гельсінкі — Таллінн — Рига — Каунас — Варшава — Прага);
- E85 (Клайпеда — Каунас — Вільнюс — Ліда — Чернівці — Бухарест — Александруполіс);
- E262 (Каунас — Укмерге — Даугавпілс — Резекне — Острів).

### Міський транспорт

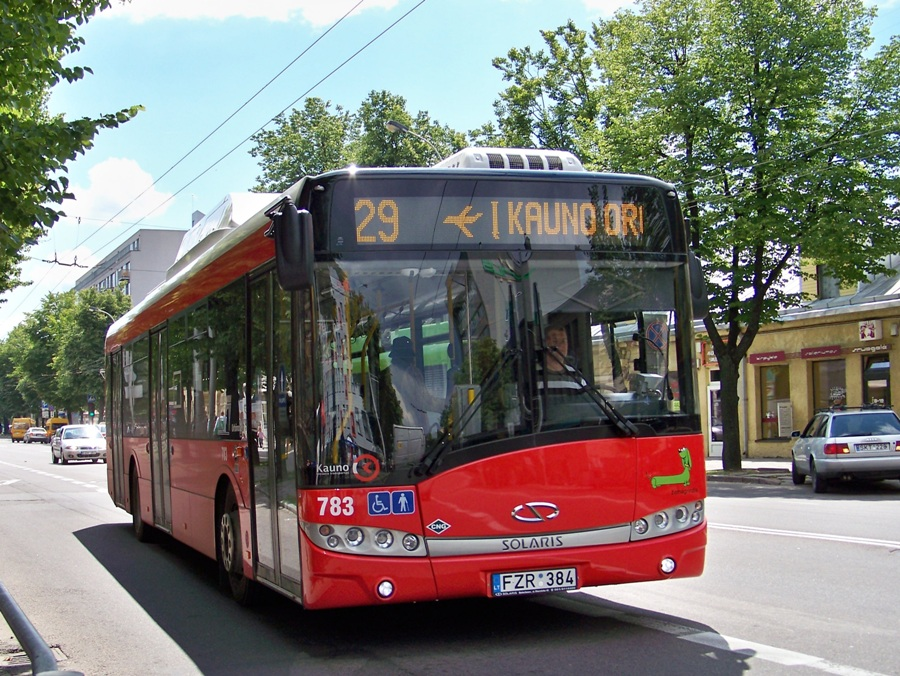
Автобус у Каунасі

У Каунасі діє автобусна (49 маршрутів) і тролейбусна (16 маршрутів) мережі, що з'єднують всі частини міста та околиці.  Оплата здійснюється за допомогою передплачених квитків, які є можливість придбати у кіосках або у водія.

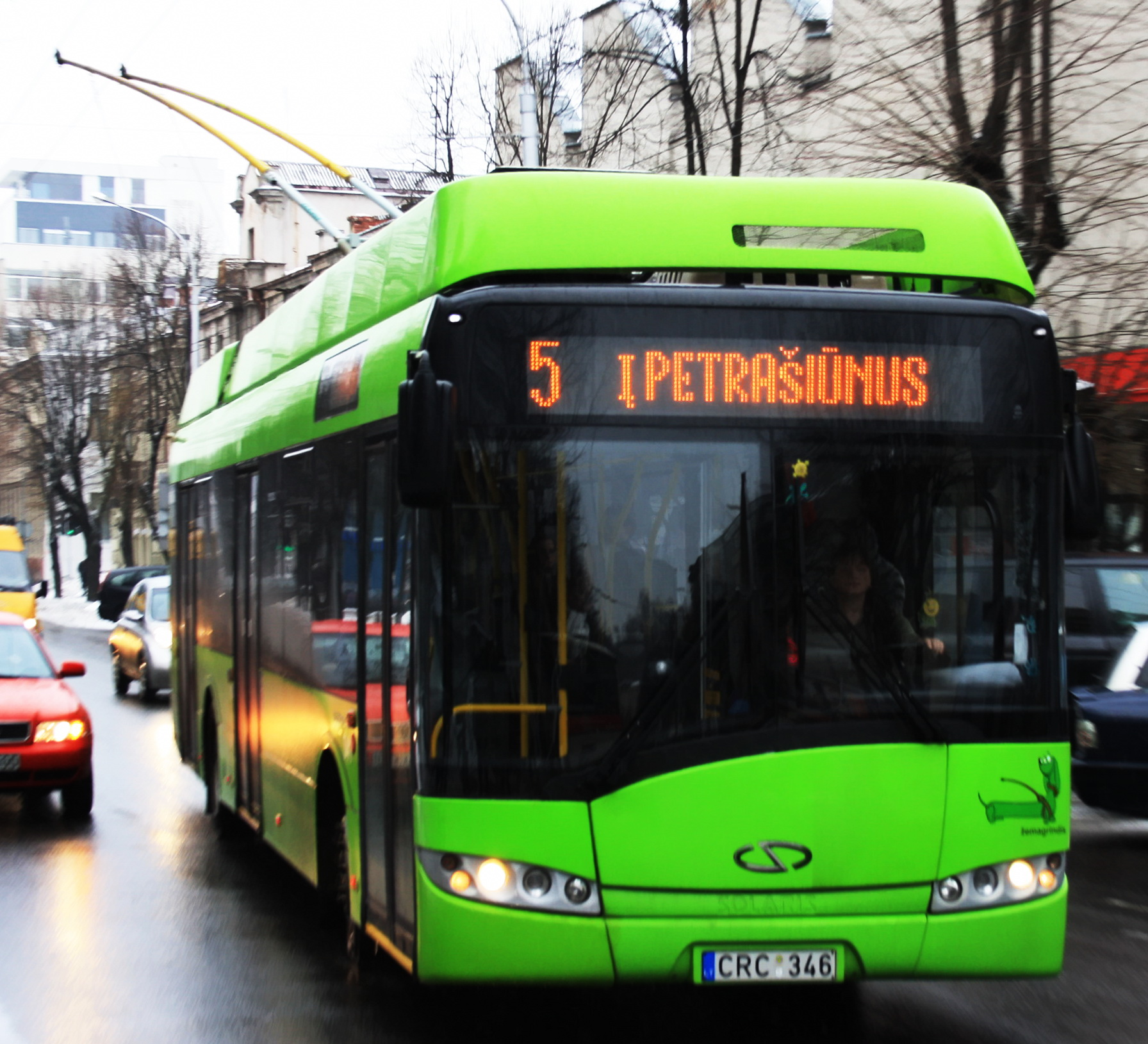
Каунаський тролейбус Solaris Trollino

З 2007 року можна придбати електронний квиток, що дійсний у міському громадському транспорті, використовуючи інтернет, телефон, банкомати або за готівку.  Вартість проїзду — 1 євро (2019).

### Фунікулер
Горбкуватий рельєф міста сприяв відкриттю у 1930-х роках фунікулерів у районах Жалякальніс (1931) та Алексотас (1935).  Фунікулери є одним з найстаріших, що діють у Європі і мають технологічну та архітектурну цінність. На початку 2000-х років фунікулери пройшли капітальний ремонт, і продовжують використовуватися і як транспортний засіб, і як туристичний атракціон. Вони виглядають так само, як і майже століття назад. Побудовані німецькою фірмою AEG фунікулери мають наступні характеристики:
- Місткість вагона — до 35 осіб;
- Час руху — близько 1,5 хвилини;
- фунікулер Жалякальніс: кут нахилу 14° 39', довжина — 142 м;
- Фунікулер Алексотас: кут нахилу 18° 00', довжина — 133 м.

### Повітряне сполучення

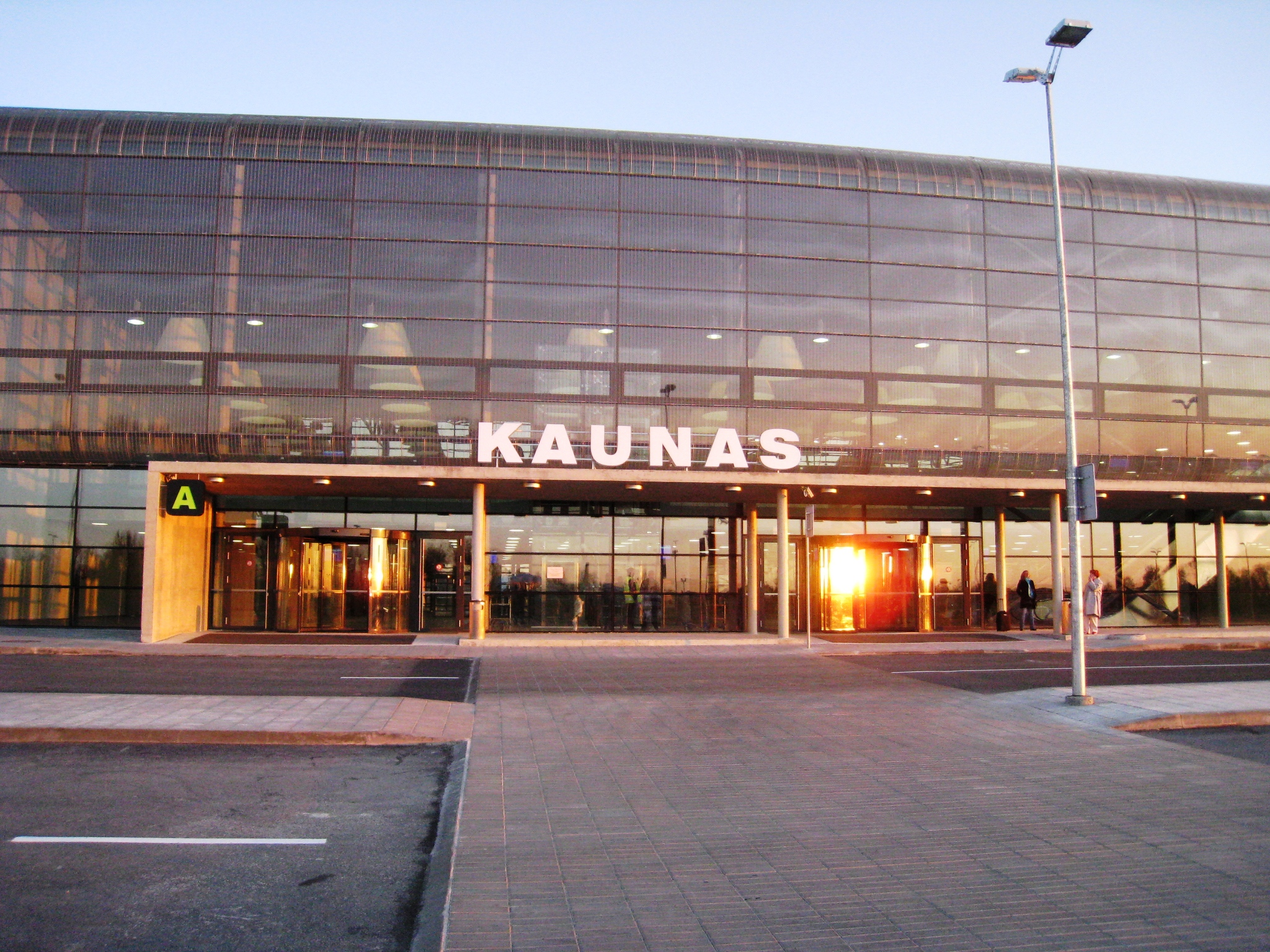
Каунаський міжнародний аеропорт

Каунаський міжнародний аеропорт — другий аеропорт з пасажироперевезень у Литві. Побудований у Каунаському районі біля селища Кармелава 1988 року. У 2005 році аеропорт реконструйований. Істотне поліпшення повітряного транспортного сполучення із Західною Європою зробило Каунас легко доступним для іноземних туристів. Аеропорт розташований за 13 км від центру Каунаса. Прямими сполученнями з Каунаського міжнародного аеропорту можна дістатися до 11 країн світу. Авіакомпанія Ryanair 4 травня 2010 року обрала Каунаський аеропорт першим основним пунктом призначення у регіоні. Аеропорт підпорядкований відомству Міністерства повідомлення Литовської Республіки.
З 1915 року у Каунасі також працює найстаріший аеродром у Литві «С. Даріус і С. Ґіренас». Нині аеродром використовується для спортивної та туристичної авіації.

## Культура

### Театри
У місті діють чотири театри :
- Державний музичний театр,
- Державний академічний драматичний театр
- ляльковий театр
- Камерний театр молоді.

### Музеї
- Національний художній музей імені Мікалоюса Константінаса Чюрльоніса
- Каунаська картинна галерея
- Музей чортів (твори та колекції Антанаса Жмуідзінавічуса)
- Литовський музей авіації
- Литовський музей медичної та фармацевтичної історії
- Литовський музей спорту
- Каунаський музей кераміки
- Каунаський музей Литовських національних музичних інструментів імені Повіласа Стулга
- Каунаський музей заслання та опору
- Каунаський поліцейський музей
- Каунаський музей для сліпих
- Музей історії комунікацій
- Музей грошей
- Музей форту Каунас IX
- Атомний бункер
- Будинок Сугіхара

Колекція місцевої художньої галереї почала формуватися ще за часів Республіки Обох Народів (відомої ще як Річ Посполита). Частина творів у 19 столітті була конфіскована і вивезена в Росію царським урядом як покарання за підтримку містянами польських національно-визвольних повстань. В 20 столітті литовська закордонна діаспора доповнила зібрання передавши ряд полотен європейських майстрів, серед яких:
- Рубенс
- Франс Снейдерс
- Бабюрен
- Алессандро Маньяско
- Сальватор Роза
- Хосе де Рібера
- Едуар Мане
- Франсіско Гойя
- Гюстав Курбе
- Якоб ван Рейсдал
- Едгар Дега
- Марк Шагал

У місті діє Центр культур різних народів — культурно-просвітницька організація, створена для збереження культурної ідентичності національних меншин і сприяння їх інтеграції в литовське суспільство. Центр укріплює міжнародну і національну толерантність, а також прагне розвивати громадянське суспільство.

## Пам'ятки архітектури
Каунас — стародавнє місто, де є як пересічна, так і цікава забудова. Серед маловиразної архітектури є й значуща: залишки Каунаського замку, костел Вітовта (закладений у 1400 році), кафедральний собор Петра і Павла (15 ст. добудований в 17 ст.), палац Масальських (поч.17 ст. ренесанс) і багато інших древніх цікавих споруд.

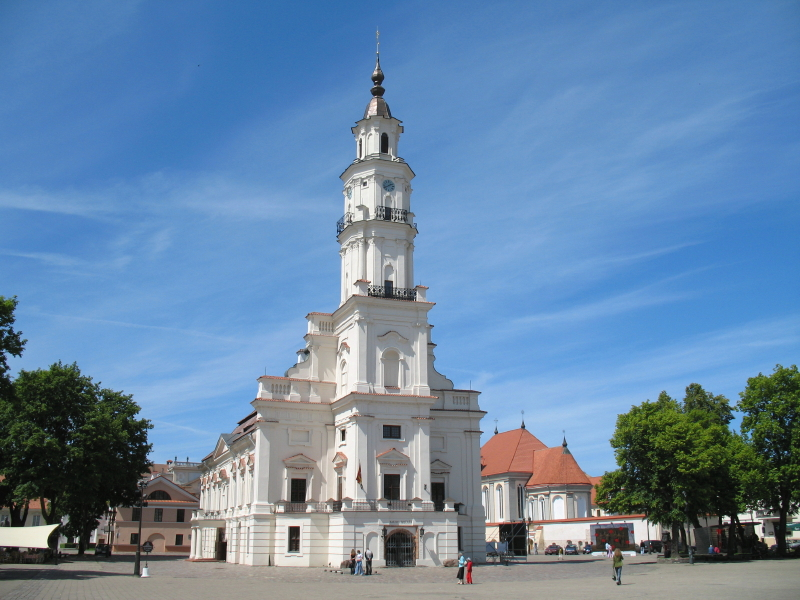
Каунаська ратуша
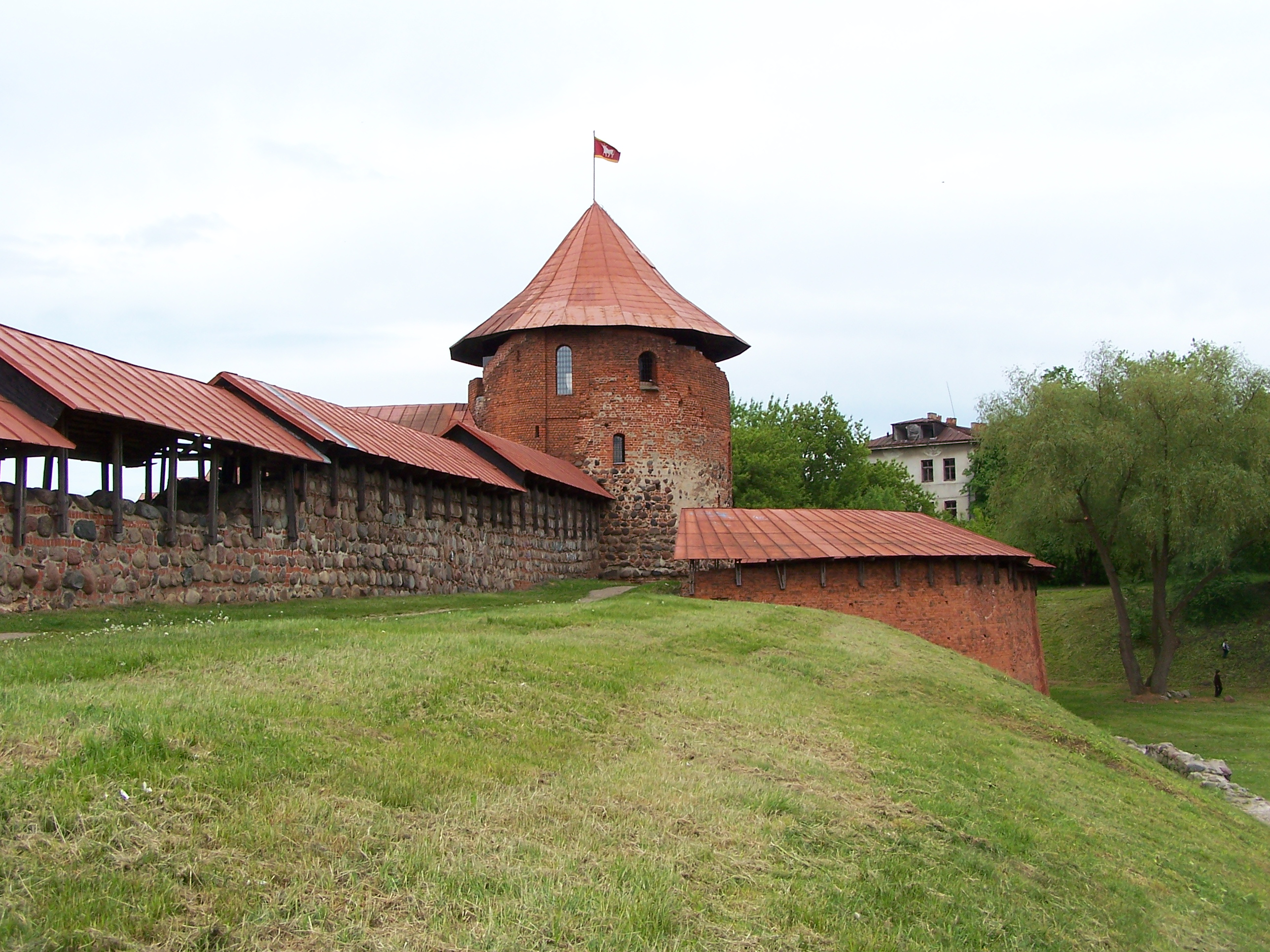
Залишки Каунаського замку
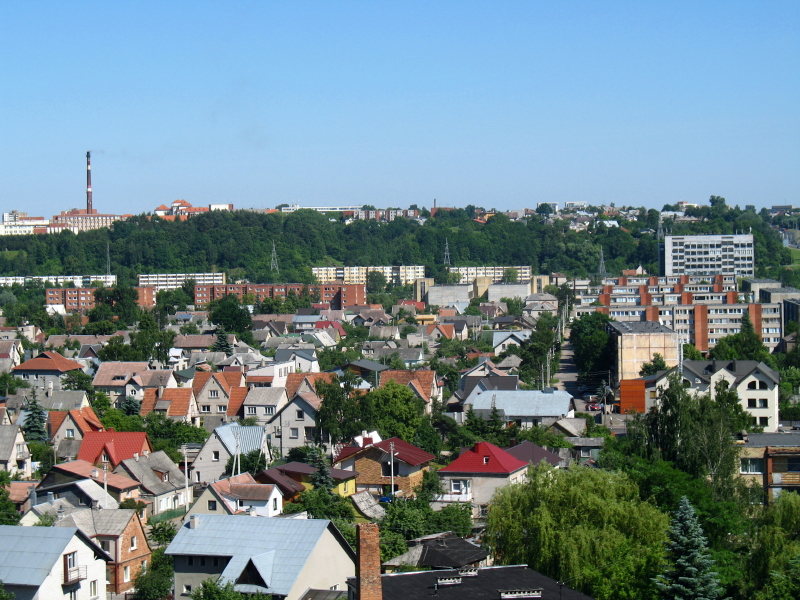
Пересічна забудова
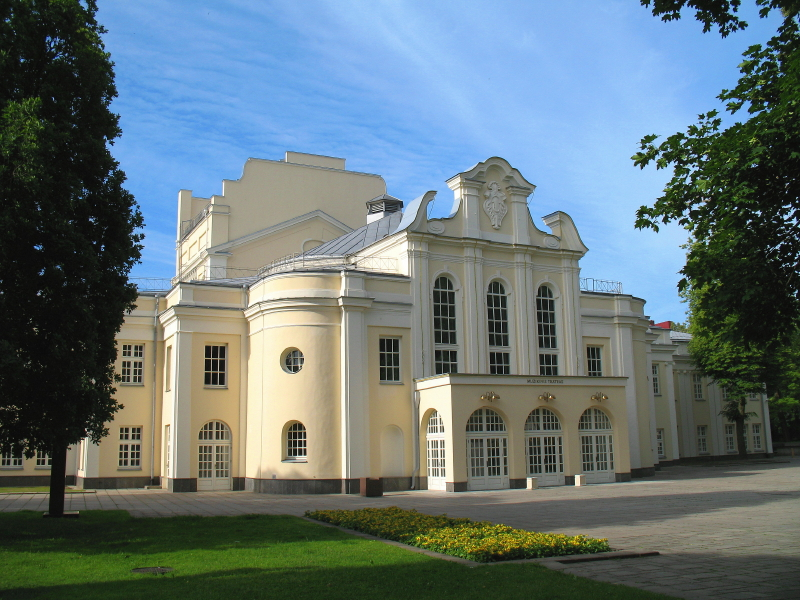
Каунаський музичний театр
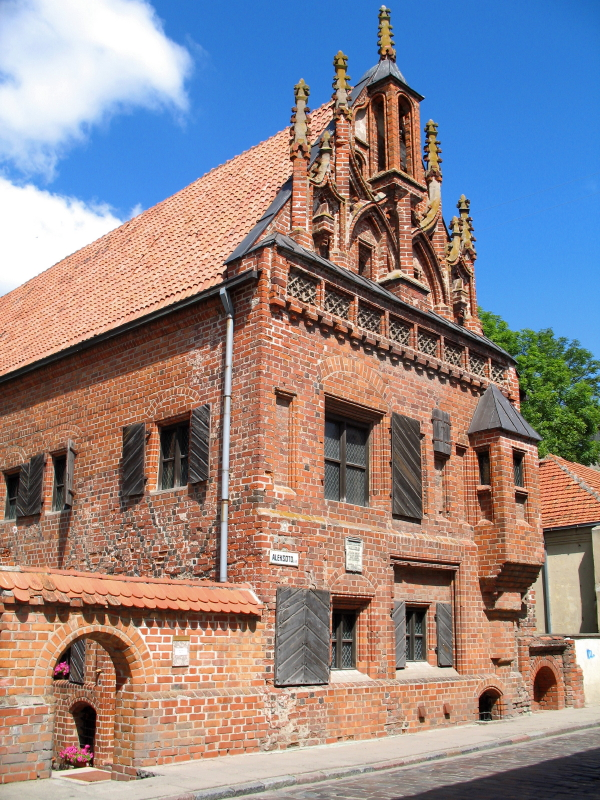
Готичний будинок Перкунас
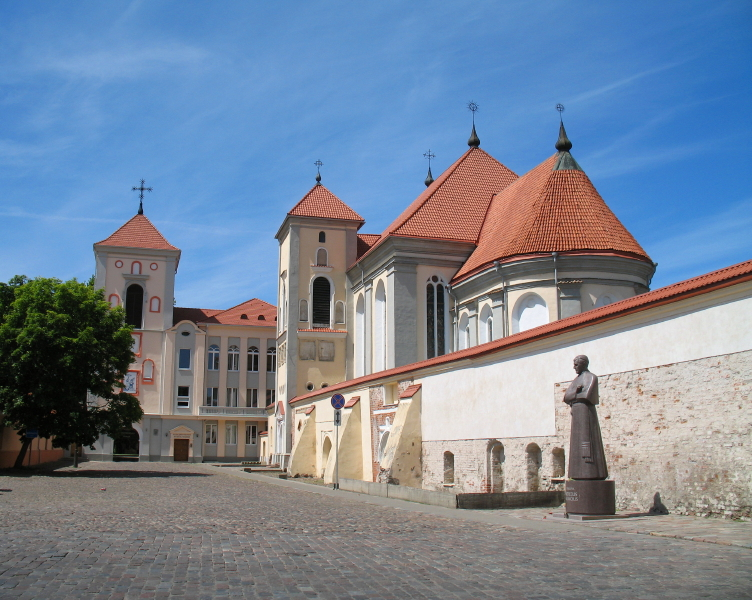
Церква Св. Трійці
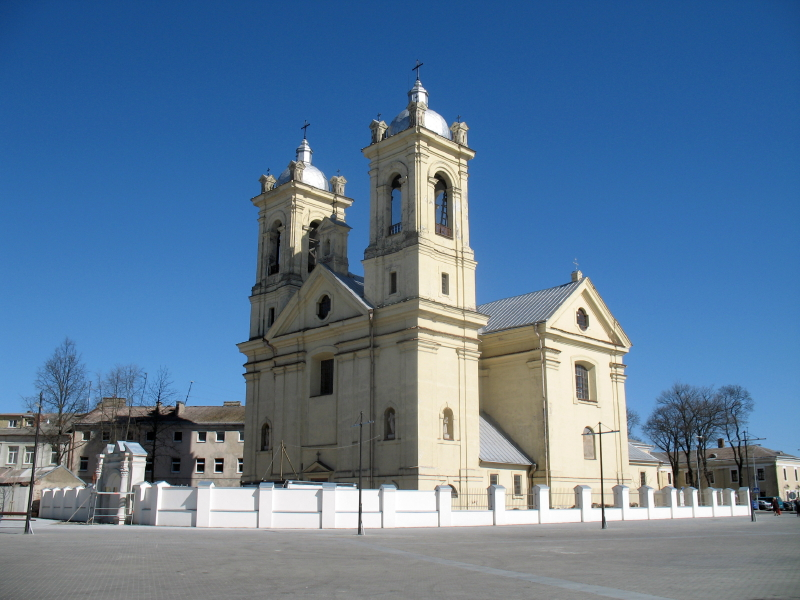
Костел кармелітів
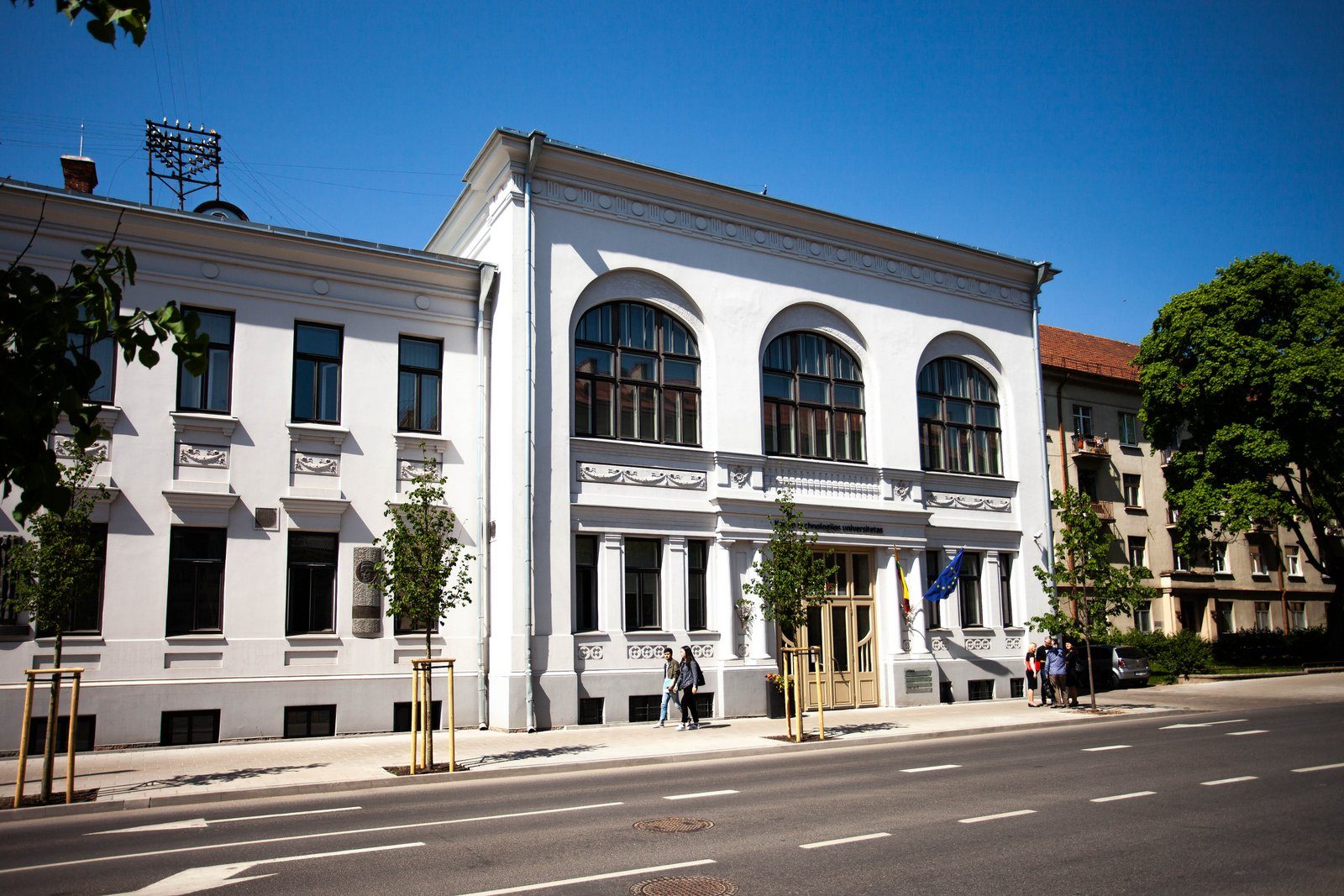
Каунаська Політехніка

## Персоналії
- Забіла-Врубель Надія Іванівна (1868—1913) — українська оперна співачка (лірико-колоратурне сопрано)
- Баніоніс Донатас Юозович (1924—2014) — радянський, литовський актор театру та кіно, режисер
- Вітаутас Жалакявічус (1930—1996) — радянський, литовський кінорежисер, драматург і сценарист
- Антанас Шурна (1940—2014) — литовський актор театру та кіно
- Ремігіюс Сабуліс (1954—2019) — радянський і литовський актор театру і кіно, сценарист, режисер.

## Український слід
2012 року в Каунасі відкрита пам'ятна дошка на честь полковника Армії УНР, команданта УВО, голови Проводу українських націоналістів Євгена Коновальця. Таблицю встановили на будинку Laisvės al. 34, у якому часто бував полковник, маючи литовське громадянство. 

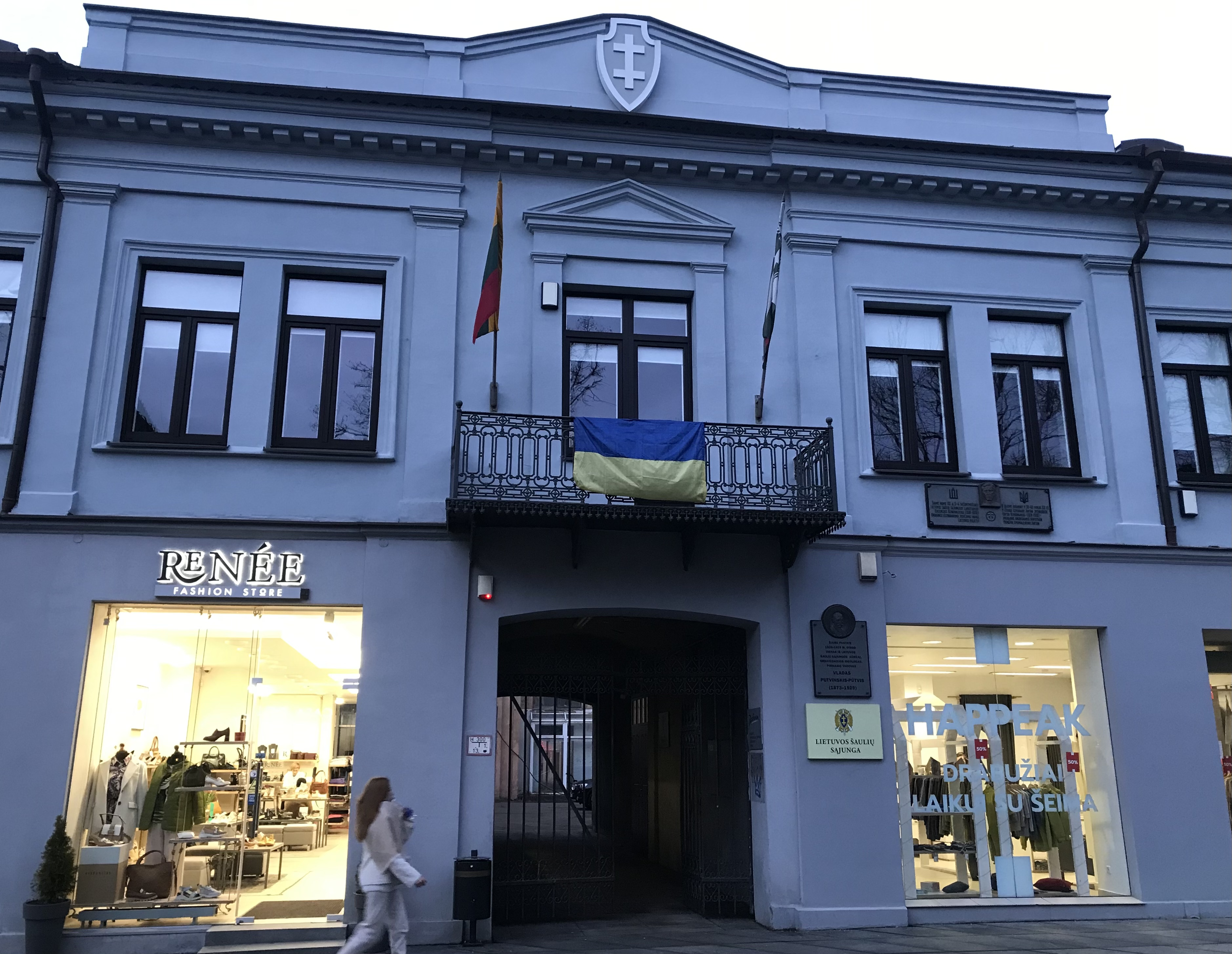
Будинок у місті Каунас, на якому встановлено меморіальну дошку Євгену Коновальцю

## Відомі люди
- Йонас Мачюліс (Майроніс) — литовський поет, драматург, лібретист, публіцист, критик, педагог, теолог, діяч литовського національного відродження, видатний представник литовського романтизму.
- Баал-Махшовес[en] (1873, Ковно — 1924, Берлін) — єврейський літературний критик.
- Донатас Баніоніс — відомий актор театру і кіно.
- Валентин Дикуль — відомий важкоатлет
- Емма Ґолдман (відома також як «Червона Емма»)  — відома анархістка першої половини 20 століття.
- Аґнія Ґріґас — американська політологиня литовського походження.
- Данилевич Микола Казимирович — підполковник Армії УНР.
- Стасіс Красаускас — відомий литовський художник і графік.
- Антанас Мацейна — католицький філософ і поет (1908—1987).
- Беньямінас Зелькявічюс — радянський футболіст, нападник. По завершенні ігрової кар'єри — радянський та литовський футбольний тренер.
- Еляна Бучюте — литовська архітекторка, лауреатка Державної премії Литовської РСР.
- Джордж Кадіш — фотограф, який документував життя у Каунаському гето.

### Українці у місті
- часто перебував український політичний діяч, командант УВО, голова Проводу українських націоналістів Євген Коновалець. 6 грудня 2012 на будинку по алеї Свободи, у якому він часто бував, відкрито меморіальну дошку[20].
- Фіґоль Володимир — похований у місті.